# Pseudobulbo
Pseudobulbo (português brasileiro) ou pseudobolbo (português europeu) é a designação para uma forma especial de caule aéreo presente em orquídeas. 

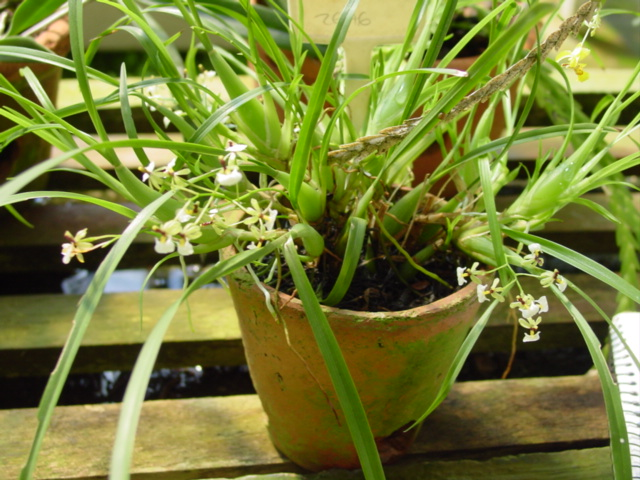
Ornitophora radicans, exibindo pseudobulbos ovados.

São estruturas espessadas, preenchidas por parênquima aqüífero, com funções de armazenamento de água e regulação do metabolismo de síntese de carboidratos. Assumem as mais diversas formas e tamanhos (desde os pequeninos pseudobulbos de Sophonitis cernua, do tamanho de grãos de milho, ao pseudobulbo de Cyrtopodium gigas, uma estrutura alongada com cerca de 1 metro de comprimento), que podem ser usadas para identificar algumas espécies de orquídeas.